# Юттнер, Эмерих
Э́мерих Ю́ттнер (англ. Emerich Juettner, также известный как Edward Mueller и Mister 880; 1876—1955) — американский фальшивомонетчик.
Известен тем, что подделывал купюры в 1 доллар США и ускользал от Секретной службы США в течение десяти лет — с 1938 по 1948 год.

## Биография
Родился в январе 1876 года в Австрии в семье рабочего и был старшим из четырёх братьев и сестёр, росших в семье.
21 июня 1890 года в возрасте 14 лет Эмерих прибыл в Нью-Йорк, где занимался выполнением позолоты рам для картин. В 1902 году женился на Флоренс ЛеМейн (Florence LeMein). В 1903 году у них родился сын Уолтер, а в 1918 году — дочь Флоренс. Чтобы поддержать свою семью, Юттнер начал работать специалистом по обслуживанию зданий в Верхнем Ист-Сайде. Его работа позволяла ему и его семье бесплатно жить в подвале здания, в котором он работал. Вскоре после рождения дочери, его жена умерла от испанского гриппа; Эмерих стал работать сборщиком мусора.
После смерти жены Юттнер, оставшийся с двумя детьми, попал в затруднительную финансовую ситуацию и в 1938 году начал подделывать однодолларовые купюры. Он реализовывал 10—12 самодельных фальшивых банкнот в неделю в различных магазинах в окрестностях Манхэттена в течение следующих десяти лет. Его фальшивки были плохо выполнены на дешёвой бумаге, имели такие ошибки, как фамилия Washington, написанная «Wahsington».
После первой обнаруженной в магазине сигар фальшивой банкноты Секретная служба США открыла дело № 880, начав поиск, который длился десятилетие. Выследить фальшивомонетчика было трудно, так как купюры были малозаметными, появлялись редко и в новых местах. С 1948 года появление фальшивок прекратилось. После пожара в многоквартирном доме, где жил Юттнер, повреждённые фальшивые купюры были выброшены на улицу, и их засыпал снег. Позже группа детей нашла несколько фальшивых банкнот и отнесла их родителям, которые сообщили об этом в Секретную службу. Агенты вышли на Эмериха Юттнера и арестовали его. Фальшивомонетчик был приговорён к одному году и одному дню тюрьмы, а также штрафу в один доллар — суд принял во внимание, что он использовал фальшивые деньги только лично и для покупки самых необходимых товаров. Через четыре месяца он был освобождён из тюрьмы.
Юттнер признал свои действия, добавив, что никогда никому не отдавал более одного доллара, поэтому никто не потерял более этой суммы. Судья объяснил лёгкое наказание фальшивомонетчика «полным отсутствием жадности» у него.
Юттнер умер 4 января 1955 года в Нью-Хемпстеде, штат Нью-Йорк.

## В культуре
В 1949 году американский журналист Сент-Клер Маккелвей написал в еженедельнике The New Yorker серию статей о нескольких различных преступлениях, в их числе была история Юттнера. Позже он превратил материал о нём в отдельную книгу под названием Annals of Crime, с иллюстрациями в виде комиксов.
Эмерих Юттнер продал права на свою историю, по мотивам которой и на материале Сент-Клера Маккелвея в 1950 году был снят фильм «Мистер 880». За роль второго плана («Шкипер» Миллер) актёр Эдмунд Гвенн получил премию «Золотой глобус» и был номинирован на премию «Оскар».
В конечном счёте, Юттнер приобрёл на выпуске «Мистера 880» больше денег, чем на своих подделках.